# Soay (Ebridi Interne)
Soay (in lingua gaelica scozzese: Sòdhaigh, pronuncia IPA: /ˈs̪ɔː.aj/) è un'isola situata al largo della costa di Skye, nelle Ebridi Interne in Scozia.

## Geografia
Soay sorge ad ovest di Loch Scavaig, sulla costa sud-occidentale di Skye, da cui è separata dal Soay Sound. Diversamente dalle vicine Skye e Rùm, Soay è pianeggiante, e raggiunge un massimo di 141 metri sul livello del mare a Beinn Bhreac. La forma di manubrio è all'incirca tagliata a metà da fiordi che formano il porto di Soay a nord e la baia principale, Camas nan Gall, a sud. Il principale insediamento abitato, Mol-chlach, si trova sulla costa di Camas nan Gall. L'isola si raggiunge in barca da Elgol e fa parte dell'Area Scenica Nazionale dei Cuillin, una delle 40 della Scozia.

## Storia
Il nome deriva dall'antico norreno so-øy che significa "isola delle pecore". Camas nan Gall ("baia degli stranieri") prende probabilmente il nome degli invasori norreni, dai quali prendono il nome le Ebridi stesse (Na h-Innse Gall).
La popolazione ha toccato il picco massimo nel 1851 con 158 persone, a seguito della cacciata degli agricoltori da Skye nelle Highland Clearances.
Nel 1946 l'autore Gavin Maxwell acquistò l'isola e stabilì una fabbrica per lavorare l'olio dello squalo gigante. L'impresa non ebbe successo, e durò appena tre anni. Maxwell scrisse dell'esperienza nel suo libro Harpoon at a Venture. Dopo il fallimento dell'azienda, l'isola fu venduta al partner di affari di Maxwell, Tex Geddes; l'isola ebbe la prima centrale telefonica alimentata con energia solare nel mondo.
In passato sull'isola abitarono principalmente abitanti di lingua gaelica scozzese, poi gran parte della popolazione fu evacuata su Mull il 20 giugno 1953; da allora l'isola è scarsamente popolata. Nel 2001 la popolazione abitante era di 7 persone, che nel 2003 scesero a 2; la popolazione residente abitualmente sull'isola nel 2011 era di una persona soltanto.

## Francobolli
Francobolli locali furono emessi a Soay dal 1965 al 1967, tutti sul tema dell'Europa, ed alcuni furono ristampati per commemorare Sir Winston Churchill. Dato che i francobolli furono stampati senza il permesso del proprietario, sono considerati falsi filatelici.